# Amydrium sinense
Amydrium sinense là một loài thực vật có hoa trong họ Ráy (Araceae). Loài này được (Engl.) H.Li mô tả khoa học đầu tiên năm 1979.